# The Last Death
The Last Death (La última muerte) è un film del 2012 diretto da David Ruiz.

## Trama
Un giovane, Christian, viene trovato in fin di vita da Jaime, un medico, accanto alla sua casa di campagna durante un fortissimo uragano. Jaime porta il giovane in ospedale e si scopre che ha diversi organi in pessimo stato e ulcerato, per di più ha subito diversi trapianti. Tecnicamente dovrebbe essere morto per cui la vicenda si avvolge di mistero. Si scopre quindi che Christian in realtà è vittima di un esperimento che vuole portare alla clonazione degli organi ma viene anche rivelato che è in realtà un assassino. Si crea attorno alla vicenda un gioco di parti per cui Jaime pensa che la sua famiglia, che sta curando il ragazzo sia in pericolo, ma in realtà il gruppo che sta cercando Christian organizza tutta la messa in scena.